# 约瑟普·弗兰科维奇
约瑟普·弗兰科维奇（1968年10月26日—），克罗地亚男子篮球运动员。他曾代表克罗地亚国家队参加1996年夏季奥林匹克运动会篮球比赛，获得第7名。